# Beydağ
Beydağ (ehemals griechisch: Palaiópolis und davon abgeleitet türkisch: Balyambolu/Balyanbolu) ist eine Stadtgemeinde (Belediye) im gleichnamigen Ilçe (Landkreis) der Provinz Izmir in der türkischen Ägäisregion und gleichzeitig ein Stadtbezirk der 1984 gebildeten Büyükşehir belediyesi İzmir (Großstadtgemeinde/Metropolprovinz). Seit der Gebietsreform ab 2013 ist die Gemeinde flächen- und einwohnermäßig identisch mit dem Landkreis.

## Geografie
Der Landkreis/Stadtbezirk liegt im Osten der Provinz und grenzt im Westen an Ödemiş, im Nordosten an Kiraz und im Süden an die Provinz Aydın. Beydağ liegt am Nordhang des Gebirges Aydın Dağları, im Norden des Landkreises liegt der Stausee Beydağ Barajı, in dem der Fluss Küçük Menderes aufgestaut wird.

## Verwaltung
Durch das Gesetz Nr. 3392 wurden im Jahre 1987 vier neue Kreise in der Provinz Izmir gebildet: Beydağ, Buca, Konak und Menderes. Der Kreis Beydağ erhielt vom Kreis Ödemiş den südöstlichen Teil mit dem kompletten Bucak Beydağ (19 Dörfer und der namensgebende Verwaltungssitz, die Belediye Beydağ). Zur Volkszählung 1985 wurden im Bucak 14.570 Einwohner gezählt (davon 5.131 für die Belediye), die erste Volkszählung nach der Eigenständigkeit (1990) brachte 5.831 Einwohner für die Kreisstadt und 8.801 für den Merkez Bucak – zusammen also 14.632 Einwohner für den Kreis. Momentan hat der Kreis/Stadtbezirk die zweitniedrigste Bevölkerungszahl der Provinz.
(Bis) Ende 2012 bestand der Landkreis aus der Kreisstadt und 21 Dörfern (Köy), die im Zuge der Verwaltungsreform 2013/2014 in Mahalle (Stadtviertel/Ortsteile) überführt wurden. Die vier Mahalle der Kreisstadt blieben unverändert bestehen. Durch die Herabstufung der Dörfer zu Mahalle stieg deren Anzahl auf 25. Ihnen steht ein Muhtar als oberster Beamter vor. Ende 2020 lebten durchschnittlich 493 Menschen in jedem Mahalle, 2.974 Einwohner im bevölkerungsreichsten (Cumhuriyet Mah.).